# Зеррине-Руд
Зеррине-Руд (Зерринеру́д, перс. زرّینه‌رود‎ — Золотая река), также Джагату́ (Джагатучай, جیغاتی), — река в провинциях Курдистан и Западный Азербайджан в Иране.

## Течение
Берёт начало у деревни Эшгабад, южнее города Секкез на западных склонах хребта Сольтан-Ахмед (высочайшая вершина Чехель-Чешме (Чехельчешме), 3296 м) в горном массиве Загрос. Высота истока выше 1862 метров над уровнем моря. Течёт преимущественно на север, на границе с Западным Азербайджаном, у деревне Саккызлу, восточнее города Бокан на реке сооружена плотина и ГЭС Каземи, благодаря которой в регионе появилось большое водохранилище, в которое впадают главный левый приток Секкез и правые притоки Хорхоре и Сарук. У города Миандоаб принимает правый приток Лейлан. Зеррине-Руд впадает в озеро Урмия северо-западнее города Миандоаб. Высота устья — 1275 метров над уровнем моря.
Длина реки — 302 км.